# Kejserinde Dagmars Ankomst til Helsingør
Kejserinde Dagmars Ankomst til Helsingør er en dokumentarisk filmoptagelse fra 1900 foretaget af Peter Elfelt.

## Handling
Maria Feodorovna (1847-1928), født Dagmar, datter af kong Christian 9., blev i 1866 gift med Alexander III (1845-1894), zar (1881-1894). Kejserparret besøgte ofte Danmark. Her fandt zaren et fristed fra det urolige Rusland.